# Ključ (Mionica)
Ključ es un pueblo ubicado en el municipio de Mionica, distrito de Kolubara, Serbia.

## Superficie
Cuenta con una superficie de 10,42 kilómetros cuadrados.

## Demografía
Hasta 2022 la población era de 341 habitantes, con una densidad de población de 32,74 habitantes por kilómetro cuadrado.
| 988                                                             | 969 | 895 | 827 | 709 | 602 | 498 | 433 | 341 |
| (Fuente: Population statistics of Eastern Europe & former USSR) |     |     |     |     |     |     |     |     |